# Isabel Magalhães
Maria Isabel Cabral de Magalhães (Lisboa, 31 de julho de 1956), também conhecida por Isabel Magalhães Olavo, é uma advogada e jurisconsulta portuguesa.

## Biografia
Tem uma carreira de mais de três décadas, incluindo também funções de intervenção cívica e política, nomeadamente à frente de entidades de utilidade pública, como a Fundação Cascais, da qual é fundadora, no poder local, enquanto vereadora independente na Câmara cascalense (1998/2001) e, mais recentemente, na direção do Movimento Ser Cascais, que fundou para dinamizar a participação ativa dos cidadãos na política local.
Cascais é o seu concelho de eleição, ao qual se tem dedicado. Reside há vários anos na localidade de Bicesse, Freguesia de Alcabideche. Promove assiduamente passeios e iniciativas culturais que combinam a fruição das caminhadas com pequenas palestras sobre a história do concelho, em que também se realçam as potencialidades do concelho, os problemas e as soluções alternativas.

Foi eleita vereadora independente da Câmara Municipal de Cascais pelo Movimento SerCascais nas últimas autárquicas de 29 de Setembro de 2013.
Isabel Magalhães licenciou-se em Direito pela Faculdade de Direito da Universidade de Lisboa, em 1978. 
Entre 1978 e 1982 foi monitora de Direito Comercial na Faculdade de Direito. De 1987 a 1991 foi responsável pelo Curso de Direito das Sociedades Comerciais do Curso de Estágio da Ordem dos Advogados.  
Participa e intervém regularmente em diversos congressos, seminários e mesas redondas em Portugal e no estrangeiro.
Desde 1978 que é advogada e jurisconsulta, tendo o Direito Comercial e das Sociedades, Contratos, o Direito Imobiliário e do Urbanismo, o Direito Financeiro e o Mercado de Capitais, como áreas preferenciais de atuação.
Entre 1984 e 2003 foi sócia de capital e gerente da Sociedade de Advogados Carlos Olavo & Associados.
De 1989 a 1992 foi membro da Direção da APJA (Associação Portuguesa dos Jovens Advogados), partilhando parte desse período, também enquanto membro, com o Conselho Distrital da Ordem dos Advogados (1989/1990). 
Ainda em 1991 viria a assumir a direção do Departamento Jurídico da Espart – Espírito Santo Participações Financeiras (S.G.P.S.),S.A., cargo que ocuparia até 2006.
Durante este período foi presidente do Conselho de Administração da Gesfimo - Espírito Santo Irmãos, Sociedade Gestora de Fundos de Investimento Imobiliário, S.A., (1991/1993) e membro do Conselho Geral da Ordem dos Advogados (1992/1994).
Mais recentemente foi sócia de capital e gerente da Sociedade de Advogados Isabel Magalhães, Tavares de Carvalho, Xavier da Cunha & Associados (2004/2009) e, atualmente, é sócia maioritária e gerente da Sociedade de Advogados Magalhães Associados.
Intervenção cívica e política
Em 1993, Isabel Magalhães foi uma das fundadoras da "Fundação Cascais", entidade a que presidiu até 1997, e que se centrava num levantamento aprofundado de problemas e potencialidades, do Concelho de Cascais. 
Um ano depois tarde viria novamente a entregar-se à causa pública, concorrendo como independente às eleições autárquicas de Dezembro de 1997, sendo eleita para vereadora da Câmara Municipal de Cascais, cargo que desempenhou entre 1998 e 2001, com a pasta das Atividades Económicas e Turismo.
Em 2010, e dando continuidade a todo o trabalho de intervenção cívica e social que tem desempenhado ao longo dos anos, funda o Movimento Ser Cascais, que tem desenvolvido diversas intervenções culturais e sociais, apelando sempre à participação direta dos cascalenses nas decisões essenciais da gestão municipal.
Ocupa ainda a vice-presidência do Conselho de Fundadores da "Fundação Cascais" e preside às assembleias gerais da "Sociedade Musical de Cascais" e presidente da Assembleia-Geral dos Bombeiros Voluntários de Alcabideche.
É também membro da Academia de Letras e Artes (ALA), com o grau de académica e assumindo um papel ativo nas iniciativas daquela instituição.
Isabel Magalhães, faz parte também do grupo de Conselho de Curadores da Fundação Francisco de Assis.
| Isabel Magalhães |                                                                                  |
| ---------------- | -------------------------------------------------------------------------------- |
| De 2017 a 2018   | Deputada municipal independente pelo PS na Assembleia Municipal de Cascais       |
| Desde 2013       | Vereadora eleita para a Câmara de Cascais pelo Movimento Ser Cascais             |
| Desde 2010       | Fundadora e Presidente do Movimento Ser Cascais                                  |
| De 1998 a 2001   | Vereadora das Actividades Económicas e do Turismo da Câmara Municipal de Cascais |
| De 1993 a 1997   | Fundadora e Presidente da Fundação Cascais                                       |
| Desde1978        | Advogada e Jurisconsulta                                                         |
| Partido          | Independente                                                                     |
| Família          | Dois filhos e quatro netos                                                       |
| Residência       | Cascais, Freguesia de Cascais-Estoril                                            |